# Bloqueo interno de Cuba
El bloqueo interno de Cuba es una expresión coloquial que utilizan los cubanos de los grupos etarios más numerosos y humildes de la sociedad cubana, para referirse a una serie de políticas gubernamentales, obstáculos e impedimentos que dificultan la ejecución de cualquier tipo de actividad económico-político-social por parte de los ciudadanos. Es un poco difícil encontrar cuándo fue la primera vez que se utilizó este término dentro del pueblo cubano, debido a la crónica desconexión a la red de redes que sufrió Cuba hasta el 2015, y teniendo en cuenta que todos los medios de difusión masiva son propiedad del Partido Comunista de Cuba. 

## Causas

### Burocracia
Como es propio del carácter del sistema político que el gobierno de Fidel Castro llevó adelante, de planificación centralizada, aplicado desde la Revolución cubana de 1959, donde concentraba todo el poder en su persona, y después de la aprobación de la Constitución cubana de 1976, descansaba todo el poder a través de una estructura de poder que encabezada por el Buró Político del Partido Comunista de Cuba, seguido del Consejo de Estado y de Ministros como órgano ejecutivo, la Asamblea Nacional del Poder Popular de Cuba como órgano legislativo unicameral.
La economía cubana está compuesta por empresas de propiedad estatal, subordinadas a su correspondiente ministerio. Los directores de las empresas, son nombrados por los gobiernos provinciales o el Consejo de Estado, ante lo cual, debe de consultar todo tipo de acciones a tomar. Es el gobierno quien determina el objeto social de dicha empresa, qué mercado debe de atender, cómo debe producir, qué precios utilizar, qué costos aprobar, cuál será la distribución de su nómina de empleados, a quién puede comprar insumos y materias primas, a quién deben de ofertarle su producción o servicio, entre otros factores. Las características de como están creadas estas empresas de propiedad del estado. Como un eslabón adicional, están también las instituciones e institutos, generalmente de carácter investigativo en las ramas, económicas, políticas, sociales, pero que a efectos prácticos, solamente representan gastos al presupuesto del estado.

### Agricultura
A pesar de la retórica del régimen, la Primera y Segunda Reforma Agraria de Fidel Castro fueron impuestas para reducir los límites máximos de extensión de tierras cultivables que un ciudadano puede poseer, resultando en una confiscación forzosa de tierras que fueron redistribuidas entre empresas estatales y campesinos bajo el régimen de usufructo.
Los campesinos cubanos tienen que registrarse con carácter obligatorio a la ANAP, y realizar los cultivos acorde a los planes diseñados y trazados por el Ministerio de Agricultura, obviando técnicas de agricultura efectivas y necesarias para la renovación de los suelos como la rotación de tierras de cultivo, ocasionando una degradación de dichos terrenos, y contribuyendo a ser otro de los factores de un mal que comienza a preocupar a las autoridades cubanas, la creciente desertificación.
Los agricultores, una vez logrado el tiempo de cosecha del cultivo, están obligados a vender a precios subsidiados por debajo del mercado de oferta y demanda el 70% de su producción a la Empresa Nacional de Acopio. Debido a dificultades en el aseguramiento logístico, suelen suceder los siguientes incidentes:
1. Arrendamiento tardío de maquinarias de cosecha para cultivos como el arroz o la caña de azúcar.
2. Ausencia de transporte para la recogida de los cultivos.
3. Rotura de los medios de transporte.
4. Falta de combustible.
5. Ausencia de pago de la Empresa Nacional de Acopio por falta de liquidez económica.
6. Demora en los pagos.

Crean las primeras Cooperativas Agropecuarias, unas entidades controladas por el estado, pero cuyos miembros y directores cobran un % determinado de las ganancias de dicha entidad. Obligan a los campesinos a estar asociados a estas cooperativas, las cuales, en ocasiones, les provee de insumos como abonos, semillas e insecticidas a precios subsidiados, a cambio de recibir el 70% de los cultivos entregados a Acopio.

### Limitaciones y trabas al incipiente sector privado autóctono
A partir de la aparente renuncia de sus funciones de gobernante por parte de Fidel Castro, y de la asunción de Raúl Castro como presidente interino en 2006, y presidente del Consejo de Estado y de Ministros de Cuba en el 2008, emprendió una serie de tímidas reformas con el objetivo de añadirle un mayor dinamismo a la estancada y endeudada economía cubana.
Mediante el eufemismo de “cuentapropismo”, o Trabajo por Cuenta Propia, y mediante el Decreto-Ley 141 en el año 1993, el gobierno concedió limitadas cantidades de licencias a los cubanos, en contadas áreas de actividad económica, como eran los limpiabotas, cafeterías, y taxis.
A partir del año 2011, mediante la Resolución 33 del Ministerio de Trabajo, se concedieron 178 distintos tipos de licencias de trabajo, de las cuales, solo la mitad podían contratar trabajadores ayudantes, naciendo así las primeras pymes de propiedad privada.
En el año 2012, fue emitida la Ley 113 del Sistema Tributario, la cual, mediante un complicado cálculo de los estados financieros del negocio, se le aplicaban cuotas de impuestos a los negocios, un impuesto sobre la venta mensual del 10% de la cuantía ingresada, y un impuesto sobre la renta escalable de hasta un 50%, llegando el trabajador privado a pagar entre un 60% y un 65% de impuestos sobre los ingresos totales obtenidos, siendo los impuestos más altos del mundo, sin ningún tipo de incentivo ni exención fiscal notable.
Además de la enorme presión fiscal a la que enfrentaban estos pequeños negocios, existían una serie de inconvenientes:
1. No se le concedían personalidad jurídica.
2. Prohibido a los cuentapropistas el asociarse bajo sociedades anónimas, cooperativas privadas, y otras formas de propiedad internacionalmente reconocidas.
3. Acceso prohibido al mercado mayorista local, para la adquisición de materias primas e insumos.
4. Las materias primas, herramientas, equipos, equipamiento, son adquiridos por estos cuentapropistas al viajar a otros países, pagando altas tasas de impuestos de la Aduana al introducirlos en el país mediante.
5. Prohibido para los cubanos la importación de materias primas, insumos, herramientas y equipamiento de cualquier tipo con carácter comercial.
6. Imposibilidad total de adquirir materias primas, insumos, herramientas y equipamiento en el mercado informal. El estado, solo reconoce como válida la adquisición de estas compras en las tiendas propiedad del régimen, tiendas que siempre se encuentran históricamente desabastecidas.

Además de todos estos obstáculos, los negocios privados han estado asediados por inspectores del gobierno, que por motivos subjetivos, aplican multas, y someten a los negocios a una auditoría fiscal al exceder el negocio un monto de ingresos de $ 100 000.00 pesos cubanos anuales, $ 4 000.00 dólares estadounidenses al año.
A partir del mismo año 2012, se aprueban la creación de las llamadas Cooperativas No Agropecuarias, donde el mismo sistema de las Cooperativas Agropecuarias, se comienzan a aplicar en el resto de los sectores económicos, pero, su aprobación depende directamente del Consejo de Estado y de Ministros. La mayoría de las CNA creadas, pertenecían a la rama de la construcción, cafeterías, servicentros de automóviles(excepto la venta de combustible), diseño gráfico e impresión, asesoría contable, por nombrar las más significativas.

### Ley 118 de Inversión Extranjera
Es una ley aprobada por la Asamblea Nacional del Poder Popular, para controlar y regular todo tipo de inversión internacional realizada en Cuba por personas naturales y jurídicas extranjeras. Dentro de las peculiaridades de dicha ley, se encuentra la obligatoriedad del inversionista de no poder invertir en ramas económicas y sectores puntuales que sean de interés del gobierno, mediante la llamada Cartera de Oportunidades, que el Ministerio de Comercio Exterior e Inversión Extranjera, publica con carácter bianual. El inversionista extranjero solo puede invertir mediante estos requisitos, asociarse obligatoriamente a una compañía cubana, con un 51% de las acciones a favor de la empresa cubana, la imposibilidad del inversionista de contratar a trabajadores cubanos directamente, si no es con una empresa empleadora intermediaria, que recibe el sueldo de nómina en divisas, y los trabajadores reciben su salario en contravalor(si el inversionista le paga $800 dólares al trabajador, la empleadora cobra los $800 dólares, y le paga al trabajador cubano $ 800.00 pesos cubanos, a la tasa de cambio $1USD=$1CUP) .
Esta ley pone de manifiesto un tiempo de discriminación inconstitucional, la discriminación por nacionalidad, pues no permite a los cubanos realizar inversiones de ningún tipo dentro del territorio cubano, pues las inversiones en el llamado cuentapropismo, no son reconocidas como inversiones debido a las propias limitantes que la ley de cuentapropismo impone.
Un ejemplo de la aplicación de esta ley se dio con el rechazo del gobierno cubano de la inversión de la compañía de tractores Clever, en la Zona económica exclusiva del Mariel, nombrada dicha inversión OGGUN. El objetivo, era crear una fábrica de tractores de bajo coste, diseñados específicamente para potenciar la agricultura cubana. La inversión fue rechazada con el pretexto de “no cumplir con los requerimientos tecnológicos necesarios” como explicación oficial. Sin embargo, el inversionista nombrado por el dueño de la compañía Clever, y quien iba a ser el gerente extranjero de la firma OGGUN, es un cubano-americano.

### Criminalización al éxito
Después de celebrado el Sexto Congreso del PCC, instancia suprema de poder en Cuba donde los políticos directamente subordinados a los Castro, toman decisiones a seguir en base a una planificación quinquenal. dentro del documento oficial que recoge todas las directrices a seguir por parte del Consejo de Estado y de Ministros, se encuentran las 2 siguientes:
1. No se permitirá ningún tipo de concentración de propiedad.[9]
2. No se permitirá ningún tipo de concentración de riquezas.[10]

Estos dos lineamientos fueron adoptados después de observar que el sector privado, a pesar de las condiciones poco idóneas que el gobierno diseñó para su desarrollo, fue expandiéndose hasta absorber a más del 30% de la mano de obra de la población económicamente activa, y por ende propició un crecimiento de la clase media, y una mejoría en los niveles de vida de la clase baja relacionadas con el incipiente sector privado.

### Asedio al sector privado
Directamente relacionada con las políticas trazadas por los lineamientos del PCC, se recrudece la represión al sector privado cubano a partir del 2015, donde comienzan a detener a empresarios cubanos dueños de paladares (tipo de cafetería y restaurant con servicios de lujo destinados a la clase alta) con alto poder adquisitivo, campesinos y pequeños ganaderos, directores de Cooperativas No Agropecuarias, y todo tipo de personas que demostrara un nivel de vida similar a la clase media de cualquier país de Latinoamérica, considerado por el PCC como “ostentoso”.
Comienza una campaña de desprestigio y difamación en los medios de prensa oficiales, donde los empresarios apresados, eran acusados sin pruebas de realizar negocios ilícitos, acaparamiento de mercancías(a pesar de estar definido en el código penal, no existe ninguna ley que especifique, a partir de qué cantidad, se considera acaparar un producto), receptación(figura legal en el código penal, que implica que quien compró la mercancía, no tiene forma de demostrar que la mercancía no es robada) y en la que eran llamados con carácter peyorativo, el Rey del Tomate, El Rey del Cerdo, El rey del Maíz, El Rey de la Cebolla, El rey del Queso, etc.